# Aeropuerto de Mulhouse Habsheim
El Aeropuerto de Mulhouse Habsheim (ICAO: LFGB) es un pequeño aeropuerto cerca de la ciudad de Habsheim en Francia. El aeropuerto está erigido sobre una base militar, y en la actualidad es usado principalmente por aeronaves ligeras. El aeropuerto también alberga el Aéro-Club des Trois Frontières, Aéro-Club du Haut-Rhin, Aéro-Club de Mulhouse.

## Accidentes e incidentes
El 26 de junio de 1988, el aeropuerto fue testigo del accidente del vuelo 296 de Air France. Este fue el primer accidente de un avión tipo A320. La aeronave estaba realizando un flypast a baja altitud sobre el aeropuerto como parte de un exhibición aérea, cuando colisionó con unos árboles en la parte norte de los límites del aeropuerto. Tres personas fallecieron, y el avión se destruyó por completo.